# Soldatenheim
Soldatenheime (teilweise Soldatenfreizeitheime genannt) dienen in Deutschland der Freizeitgestaltung, der Förderung der kulturellen, allgemeinbildenden, sportlichen sowie unterhaltenden und geselligen Betreuung der Angehörigen der Bundeswehr (Soldaten und Zivilbeschäftigte) und der Kontaktpflege zum zivilen Umfeld. Sie sollen zur Integration der Bundeswehr in die Gesellschaft beitragen und verfolgen keine auf Gewinn gerichteten Ziele. Die derzeit 18 Soldatenheime liegen überwiegend außerhalb der militärischen Liegenschaften, aber in deren unmittelbarer Nähe.

## Angebot
Soldatenheime bieten regelmäßig Restaurants und Bars, Außenbereiche, Säle und Konferenzräume für Schulungen, Tagungs- und Festgesellschaften mit Tagungstechnik, Übernachtungsmöglichkeiten, Kleinkino, Theater, Konzerte, Tanz- und Varieté-Veranstaltungen, Spielbereiche für Kinder, Kegel-/Bowling-Bahnen, Billardtische, Dart und elektronisches Freizeitequipment sowie geschützte Räume für Gespräche.
Ein Kuratorium, bestehend aus Vertretern der Bundeswehr, der Militärseelsorge und der Zivilbevölkerung, plant regelmäßig Veranstaltungen.

## Trägerschaft
Soldatenheime werden in ziviler Trägerschaft geführt und ergänzen damit das Betreuungsangebot des Dienstherrn. Träger sind die Evangelische Arbeitsgemeinschaft für Soldatenbetreuung (EAS), die Katholische Arbeitsgemeinschaft für Soldatenbetreuung (KAS) und der Deutsche Caritasverband. Die Kosten des Baus und der Sanierung der Gebäude trägt der Bund.

## Geschichte
Bis in die Mitte der 1980er Jahre wurden mindestens 40 Soldatenheime im gesamten Gebiet der damaligen Bundesrepublik gebaut. Nach dem Ende des Kalten Krieges und der damit verbundenen Reduzierung der Bundeswehr wurden auch viele Soldatenheime geschlossen.

## Standorte

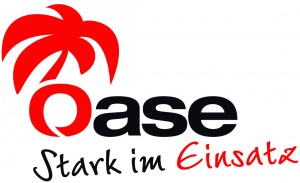
Logo der Betreuungseinrichtungen OASE

Die EAS betreibt Soldatenheime, die mittlerweile als „OASEN in der Heimat“ bezeichnet werden, an folgenden Standorten:
- OASE – Haus Senne, Augustdorf (am 3. Juli 2019 wiedereröffnet)[1][2]
- OASE – Haus Adelheide, Delmenhorst
- OASE – Haus Schlichternheide, Faßberg
- OASE – Treffpunkt Mürwik, Flensburg
- OASE – Haus an der Eder, Fritzlar
- OASE – Zum Oertzetal, Munster
- OASE – Haus an der Jürse, Neustadt am Rübenberge
- OASE – Haus am Luhner Forst, Rotenburg (Wümme)
- OASE – Haus an der Schleuse, Torgelow (einziges Soldatenheim in den Neuen Bundesländern)
- OASE – Gorch-Fock-Haus, Wilhelmshaven

Die KAS betreibt sechs Soldatenheime, die im katholisch geprägten Süden Deutschlands liegen:
- Haus der Gebirgsjäger, Füssen
- Heinrich-Köppler-Haus, Hammelburg
- Erich-Kemmer-Haus, Oberviechtach
- Haus Linzgau, Pfullendorf
- Haus Ostmark, Roding
- Haus Heuberg, Stetten am kalten Markt

In einer Betreuungskooperation mit KAS und Caritasverband Koblenz e. V. wird das „Haus Horchheimer Höhe“ in Koblenz betrieben.
In den Auslandseinsätzen der Bundeswehr werden von EAS und KAS gemeinsam OASEN im Einsatz betrieben, in der Vergangenheit etwa im Camp Gecko in Koulikoro (Mali) und in Erbil im Irak.